# Phoma prunicola
Phoma prunicola är en lavart som beskrevs av Schwein. 1832. Phoma prunicola ingår i släktet Phoma, ordningen Pleosporales, klassen Dothideomycetes, divisionen sporsäcksvampar och riket svampar.   Inga underarter finns listade i Catalogue of Life.